# Heterospilus luculentus
Heterospilus luculentus är en stekelart som först beskrevs av Sergey A. Belokobylskij 1992.  Heterospilus luculentus ingår i släktet Heterospilus och familjen bracksteklar. Inga underarter finns listade i Catalogue of Life.